# 飛向外太空
〈飛向外太空〉是美國饒舌歌手阿姆的歌曲。於2011年6月18日作為他第七張專輯《好得很》的第四首兼最後一首單曲發行。這首歌由美國嘻哈製作人吉姆·瓊辛製作。〈飛向外太空〉取樣了R.E.M.的歌曲〈Drive〉與尼克·凱夫和華倫·艾利斯的歌曲〈Song for Bob〉。
音樂錄影帶由喬瑟夫·坎恩於2011年2月執導拍攝，女主角為前色情演員莎夏·葛蕾。錄影帶於2011年6月24日在iTunes Store上發布，講述一個由葛蕾飾演的女孩對男友阿姆不忠的故事，並演變成暴力衝突。錄影帶展現了阿姆冷靜和咄咄逼人的雙面人格。結尾他頹喪的向下巴開槍自殺，使其備受爭議。

## 發展
〈飛向外太空〉由阿姆、英國詞曲作家史蒂夫·麥克伊旺和吉姆·瓊辛創作。副歌由麥克伊旺演唱，他亦提供吉他聲。這首歌由羅伯特·馬克斯（Robert Marks）在帕克蘭劇院（Parkland Playhouse）錄製；麥克·斯特蘭格（Mike Strange）和喬·斯特蘭格（Joe Strange）在Effigy Studios錄製。並由阿姆、麥克·斯特蘭格和羅伯特·馬克斯混音。

2011年7月，製作人吉姆·瓊辛談到了這首歌的製作歷程。他先向阿姆提交了一組節奏，詢問是否計畫作為單曲或收錄在專輯正式發行。最初版本包括完整的主歌、B部分和麥克伊旺的副歌部分，吉他聲還是用iPhone的應用程式錄製的。大約三個月後，這個概念被帶到邁阿密開始動工。阿姆一接手這首歌，就參照麥克伊旺的副歌寫出其餘的饒舌歌詞。阿姆喜歡這首歌及其概念，並希望能將一些歌詞替換成他自己的歌詞。
歌曲以一個男的瘋狂追求一位女人為題材，他愛她；她就是他的一切。我就像一艘瞄準月球發射的火箭船，而她的心臟就是月亮—我要全力以赴。
據瓊辛說，製作這首歌最難的環節是把它交給阿姆。瓊辛的主管也擔心阿姆不會理他。在得知這首歌被接受時他無法置信。他在採訪中也證實他將參與阿姆的下一張專輯。

## 編曲及反應
〈飛向外太空〉取樣自R.E.M.的歌曲〈Drive〉與尼克·凱夫和華倫·艾利斯的歌曲〈Song for Bob〉。
這首歌受到評論家的負面評價。《偏锋杂志》的M.T. Richards形容〈飛向外太空〉「醜陋」和「淺薄」，並補充這首歌讓人毛骨悚然的理由：「阿姆不能與女人交談，永遠都做不到，所以當他威脅要勒死任何離開他的人時，讓人感到被迫且完全反感」
AbsolutePunk的湯瑪士·納西夫（Thomas Nassiff）在對《好得很》專輯的評論中表示，〈飛向外太空〉及其他五首歌曲「純粹是砲灰」且「不需要聽第二次」

## 音樂錄影帶

### 拍攝和發行
〈飛向外太空〉的音樂錄影帶於2011年2月在加利福尼亚州洛杉磯拍攝了三天，製作時間約五個月。錄影帶由喬瑟夫·坎恩（本名安俊熙）執導，他曾執導過阿姆的〈少了我，很空虛〉、〈我們造孽〉和〈喜歡你說謊的樣子〉的音樂錄影帶。當時有兩段未完成的低品質片段遭洩露。音樂錄影帶很大一部分在路邊的小餐館拍攝。2011年6月18日，坎恩在Twitter上說：「〈飛向外太空〉錄影帶終於完成，即將就要發布。」同一天，坎恩再次推文：「當你看到〈飛向外太空〉時，請尋找未經審查的版本。如果你不這樣做，你會親手毀掉它。」莎夏·葛蕾談到她在錄影帶中的表演和角色說：「在每次拍攝之前，喬瑟夫都會和我談論角色這麼做的動機和態度。她的終極時刻要等到最後才會到來，所以我有足夠的時間來建立恐懼感！」完整錄影帶於北美东部时区2011年6月24日下午5點發布，可在iTunes Store上購買。

### 概要
錄影帶的開頭阿姆走在晚間的馬路上，接著他搭上情人（葛蕾）的車時，畫面同時出現兩個版本的他：一個獨自坐在後座，代表沮喪、偏執的個性，另一個是剛剛上車的阿姆，表現冷靜的坐在葛雷旁邊。葛雷點了一根煙抽，後座的阿姆就消失了，這對情侶在一個汽車旅館／小餐館停下來。阿姆走進餐廳時又分裂成兩個人，最初走進餐館的阿姆和葛雷坐在一張桌子旁，而另一個阿姆則坐在吧台凳上。葛雷拿出手機給某人發了條訊息，然後離席去洗手間，阿姆好奇地拿出葛雷的手機偷看她在做什麼，面顯困惑。葛雷回來時，他迅速將手機放回原處。與此同時，另一個阿姆在凳子上唱饒舌。
這對情侶進入汽車旅館的房間，聽到敲門聲，阿姆去應門但沒有看到任何人。接著畫面閃現阿姆腦中的記憶：葛雷手機顯示「未知來電」的螢幕、葛雷車裡的槍，還有打火機和香煙。他試圖勒死他的女朋友，但葛雷卻忽然消失，留下阿姆一人。他拿起葛雷的手槍頂著自己的下巴射擊，血液從他的後腦勺噴湧而出，這也影響了仍在餐館裡的分身阿姆。然後錄影帶倒帶，一路從自殺倒退到開頭走在馬路的場景，阿姆再次上車（可能暗示阿姆陷入无限循环）。

### 概念
〈飛向外太空〉音樂錄影帶的確切含義和概念容易混淆。女主角莎夏·葛雷向MTV闡述了她對錄影帶的理解，稱阿姆試圖描繪現實世界的伴侶關係，即使再牢固的關係也可能破裂。「阿姆只是和女朋友作伴，而她卻錯誤地利用這一點。」葛雷也說可以以多種方式解釋這支錄影帶，她認為後座的阿姆就是他的潛意識。
瓊辛解釋了〈飛向外太空〉錄影帶中發生的事情。他建議觀眾多看幾遍，弄清楚概念再定出結論。他稱這支錄影帶很「棘手」，且錄影帶中的含義不明顯或模糊不清，必須多看幾遍才能發現。

瓊辛還談到了在錄影帶中阿姆的兩個分身：
這讓我想起了艾拉妮絲·莫莉塞特的〈Ironic〉錄影帶，莫莉塞特也把她和她的三個分身放在車裡的四個角落……我想他是在活在當下，而他作為正經歷它的當事者，可以選擇不要一直處於那個狀態。也許他會做出不同的選擇，因為他正觀察自己。

### 評價及爭議
由於阿姆使用槍支自殺的震撼畫面，錄影帶受到帶了記者的關注。英國的反暴力活動人士嚴厲批評該錄影帶。反暴力組織、「母親反對暴力」告訴英國《每日镜报》：「這些錄影都是為了錢。阿姆沒有考慮它對家庭的影響。」但音樂和錄影帶受到歌迷的愛戴，稱讚它生動的性質。在錄影帶於7月電視首播前，《紐約每日新聞》的編輯凱瑟琳·佩里康內（Kathleen Perricone）表達了她對審查的看法，她說：「儘管令人感到毛骨悚然和暴力，但MTV和BET等音樂電視台卻未禁止該錄影帶—甚至還播出。」E!新聞的喬許·格羅斯伯格（Josh Grossberg）回應自殺畫面，稱它「聽起來像阿姆的錄影帶，好吧。」
評論家注意到〈飛向外太空〉與同由坎恩導演的〈喜歡你說謊的樣子〉錄影帶有相似之處。The Celebrity Cafe的阿葡麗爾·基夫（April Chieffo）說：「該錄影帶涉及家庭暴力的主題，雖然〈喜歡你說謊的樣子〉也有，但這次卻帶來致命的後果。」MTV新聞的羅伯·馬克曼（Rob Markman）說：「在整個過程中，阿姆像一隻迷路的小狗一樣跟著葛雷。當他們下榻汽車旅館的房間時，好戲就展開了」
製作人吉姆·瓊辛反駁了圍繞自殺的爭議，說：「電影中總是發生這種事……當我的孩子們看它時，我喜歡用這種方式向他們解釋：『你知道嗎？這就像一部電影，他並沒有真正自殺。』」
截至2021年6月，YouTube上的音樂錄影帶已被觀看超過3.3億次。

## 曲目列表
數位下載
| 曲序 | 曲目                       | 词曲                                                              | 製作人    | 时长 |
| ---- | -------------------------- | ----------------------------------------------------------------- | --------- | ---- |
| 1.   | 〈飛向外太空〉 Space Bound | 馬紹爾·馬瑟斯 吉姆·瓊辛 （ 英语 ： Jim Jonsin） 麥克·斯特蘭格 （ 英语 ： Steve McEwan） | 吉姆·瓊辛 | 4:38 |

## 製作名單
名單摘自《好得很》專輯數位小冊。
錄音
- 錄製地點：美國密歇根州芬代爾的Effigy Studios和佛羅里達州帕克蘭的Parkland Playhouse。

人員
- 阿姆 – 歌曲創作、混音
- 史蒂夫·麥克伊旺 – 歌曲創作、吉他、副歌人聲
- 吉姆·瓊辛 – 歌曲創作、製作人、音樂編程、鍵盤
- 麥克·斯特蘭格 – 錄音、混音
- 喬·斯特蘭格 – 錄音
- 羅伯特·馬克斯 – 錄音、混音
- 傑森威爾基[註 1] – 助理工程師
- 麥特·胡伯[註 2] – 助理工程師
- 丹尼·莫里斯[註 3] – 鍵盤

## 榜單表現
| 榜單（2011年）                       | 峰值 |
| ------------------------------------ | ---- |
| 澳洲（澳大利亚唱片业协会榜）         | 51   |
| 比利時法蘭德斯（Ultratop榜外單曲榜） | 17   |
| 愛爾蘭（愛爾蘭唱片音樂協會单曲榜）   | 31   |
| 波蘭（波蘭電台新歌榜）               | 5    |
| 羅馬尼亞（羅馬尼亞百強單曲榜）       | 65   |
| 蘇格蘭（官方榜单公司單曲榜）         | 34   |
| 英國（官方榜单公司節奏藍調榜）       | 10   |
| 英國（官方榜单公司單曲榜）           | 34   |
| 美國（《告示牌》榜外單曲榜）         | 19   |

## 認證
| 地區                   | 认证    | 认证单位/销量 |
| ---------------------- | ------- | ------------- |
| 英国（英国唱片业协会） | 金      | 400,000‡      |
| 美国（美國唱片業協會） | 2× 白金 | 2,000,000‡    |
| ‡僅含認證的+實際銷量   |         |               |

## 發行歷史
| 國家 | 日期         | 格式     | 唱片公司                                           |
| ---- | ------------ | -------- | -------------------------------------------------- |
| 美國 | 2011年3月8日 | 節奏電台 | Shady （ 英语 ： Shady Records） Aftermath （ 英语 ： Aftermath Entertainment） 新視鏡 |

### 註解
1. ↑  Jason Wilkie
2. ↑  Matt Huber
3. ↑  Danny Morris